# Бухаидзе, Георгий
Гео́ргий (Гио́рги) Бухаидзе (груз. გიორგი ბუხაიძე; род. 9 декабря 1991) — грузинский футболист, нападающий клуба «Гареджи».

## Карьера
Летом 2012 года подписал контракт с клубом «Колхети-1913». 4 ноября 2012 года в матче против клуба «Сиони» дебютировал в чемпионете Грузии, выйдя на замену на 83-й минуте вместо Амирана Царбии.
Летом 2020 года стал игроком грузинского клуба «Чихура».
В начале 2021 года перешёл в грузинский клуб «Самгурали».
В январе 2022 года подписал контракт с клубом «Гагра» Тбилиси.

## Достижения
«Самгурали»
- Финалист Кубка Грузии: 2021

## Клубная статистика
| Игровая карьера | Игровая карьера | Игровая карьера | Лига | Лига | Кубок | Кубок | Межд. | Межд. | Др. | Др. |
| --------------- | --------------- | --------------- | ---- | ---- | ----- | ----- | ----- | ----- | --- | --- |
| 2018            | Чихура          | А               | 23   | 4    | 2     | 1     | 2     | 0     | —   | —   |
| 2019            | Цхинвали        | Б               | 13   | 4    | 1     | 2     | —     | —     | —   | —   |
| 2019/20         | Ле-Портель      | Д               | —    | —    | —     | —     | —     | —     | —   | —   |
| 2020            | Чихура          | А               | 15   | 3    | 4     | 3     | —     | —     | —   | —   |
| 2021            | Самгурали       | А               | 23   | 4    | 5     | 4     | —     | —     | —   | —   |
| 2022            | Гагра (Тбилиси) | А               | 31   | 4    | 1     | 0     | —     | —     | —   | —   |
| 2023            | Кайсар          | А               | 4    | 0    | —     | —     | —     | —     | —   | —   |